# Manuel Díez Sanjurjo
Manuel Díez Sanjurjo, nacido en Burgos el 28 de noviembre de 1870 y difunto en Madrid el 3 de diciembre de 1941, fue un ingeniero de caminos y arqueólogo castellano, que residió varios años en Orense. Fue miembro numerario de la Real Academia Gallega

## Trayectoria

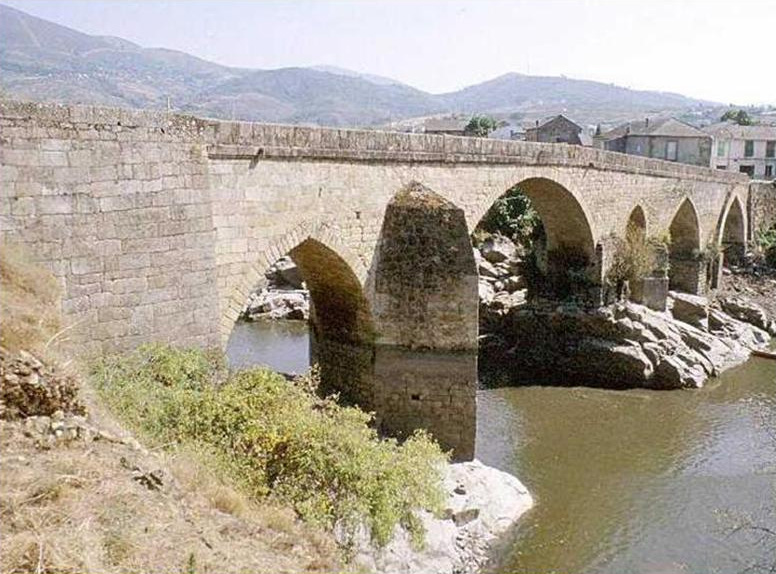
Puente de la Cigarrosa.

Fue inspector general del Cuerpo de Ingenieros de Caminos y participó en la construcción de la N-120. Era amigo del grupo de intelectuales que rodeaban a Marcelo Macías en el Museo Arqueológico Provincial de Orense. Fue autor de varios trabajos de arqueología. Estudió el campamento militar de Aquis Querquennis y el Itinerario de Antonino. Fue vocal de la Comisión Provincial de Monumentos Históricos y colaboró en su boletín.
Ingresó en la RAG el 20 de junio de 1908, en un acto celebrado en la ciudad de Orense, propuesto por Florencio Vaamonde, Francisco Tettamancy y Eugenio Carré Aldao, pronunciando el discurso "Epílogo de la historia de el fuero de Allariz", respondido por Tettamancy.
También en 1908 realizó el proyecto de restauración del puente de la Cigarrosa, sobre el río Sil, entre Rúa  y Petín.

## Obra
- Los caminos antiguos y el Itinerario número 18 de Antonino en lana provincia de Orense, 1904-1908.[3]
- "Epifanía latina en la provincia de Orense", 1906.
- De Clunia la Intercacia según el Itinerario de Antonino, 1917.